# العلاقات البوسنية المجرية
العلاقات البوسنية المجرية هي العلاقات الثنائية التي تجمع بين البوسنة والهرسك والمجر.

## مقارنة بين البلدين
هذه مقارنة عامة ومرجعية للدولتين:
| وجه المقارنة                                              | البوسنة والهرسك                                             | المجر                                                       |
| --------------------------------------------------------- | ----------------------------------------------------------- | ----------------------------------------------------------- |
| المساحة (كم2)                                             | 51.20 ألف                                                   | 93.04 ألف                                                   |
| عدد السكان (نسمة)                                         | 3.51 مليون                                                  | 9.78 مليون                                                  |
| الكثافة السكانية (ن./كم²)                                 | 68.55                                                       | 105.12                                                      |
| العاصمة                                                   | سراييفو                                                     | بودابست                                                     |
| اللغة الرسمية                                             | اللغة البوسنوية، اللغة الكرواتية، اللغة الصربية             | لغة مجرية                                                   |
| العملة                                                    | مارك بوسني                                                  | فورنت مجري                                                  |
| الناتج المحلي الإجمالي (بليون دولار)                      | 18.17 مليار                                                 | 139.14 مليار                                                |
| الناتج المحلي الإجمالي (تعادل القوة الشرائية) بليون دولار | 41.35 مليار                                                 | 260.42 مليار                                                |
| الناتج المحلي الإجمالي الاسمي للفرد دولار أمريكي          | 4.25 ألف                                                    | 12.36 ألف                                                   |
| الناتج المحلي الإجمالي للفرد دولار أمريكي                 | 10.43 ألف                                                   | 25.07 ألف                                                   |
| مؤشر التنمية البشرية                                      | 0.733                                                       | 0.828                                                       |
| رمز المكالمات الدولي                                      | +387                                                        | +36                                                         |
| رمز الإنترنت                                              | .ba                                                         | .hu                                                         |
| المنطقة الزمنية                                           | توقيت وسط أوروبا، ت ع م+01:00، ت ع م+02:00، أوروبا/سراييفو ‏ | ت ع م+01:00، ت ع م+02:00، أوروبا/بودابست ‏، توقيت وسط أوروبا |

## مدن متوأمة
في ما يلي قائمة باتفاقيات التوأمة بين مدن بوسنية ومجرية:
- ترتبط توزلا مع بيتش باتفاقية توأمة.
- ترتبط زينيتسا مع زالاجيرسيج باتفاقية توأمة.
- ترتبط سراييفو مع بودابست باتفاقية توأمة منذ 1972.
- ترتبط موستار مع كابوشفار باتفاقية توأمة منذ 1996.[15]

## منظمات دولية مشتركة
يشترك البلدان في عضوية مجموعة من المنظمات الدولية، منها:
| علم المنظمة | اسم المنظمة                               | تاريخ انضمام البوسنة والهرسك | تاريخ انضمام المجر |
| ----------- | ----------------------------------------- | ---------------------------- | ------------------ |
|             | مؤسسة التنمية الدولية                     | 25 فبراير 1993               | 29 أبريل 1985      |
|             | يونسكو                                    | 2 يونيو 1993                 | 14 سبتمبر 1948     |
|             | وكالة ضمان الاستثمار متعدد الأطراف        | 19 مارس 1993                 | 21 أبريل 1988      |
|             | مجلس أوروبا                               | 24 أبريل 2002                | 6 نوفمبر 1990      |
|             | الأمم المتحدة                             | 22 مايو 1992                 | 14 ديسمبر 1955     |
|             | الاتحاد البريدي العالمي                   | ?                            | ?                  |
|             | البنك الدولي للإنشاء والتعمير             | 25 فبراير 1993               | 7 يوليو 1982       |
|             | اتفاقية السماوات المفتوحة                 | ?                            | ?                  |
|             | الاتحاد الدولي للاتصالات                  | 20 أكتوبر 1992               | 1866               |
|             | منظمة حظر الأسلحة الكيميائية              | ?                            | ?                  |
|             | مؤسسة التمويل الدولية                     | 25 فبراير 1993               | 29 أبريل 1985      |
|             | المنظمة الأوروبية لسلامة الملاحة الجوية   | 2004                         | 1992               |
|             | المركز الدولي لتسوية المنازعات الاستشارية | 13 يونيو 1997                | 6 مارس 1987        |
|             | منظمة الشرطة الجنائية الدولية             | ?                            | ?                  |
|             | منظمة الأمن والتعاون في أوروبا            | 30 أبريل 1992                | 25 يونيو 1973      |

## أعلام
هذه قائمة لبعض الشخصيات التي تربطها علاقات بالبلدين:
- جادويغا ملكة بولندا (18 فبراير 1374[22] – 17 يوليو 1399)
- ماري، ملكة المجر (14 أبريل 1371 – 17 مايو 1395[23])

## وصلات خارجية
- موقع وزارة الخارجية البوسنية
- موقع وزارة الخارجية المجرية